# يوشينوبو تاكاهاشي
يوشينوبو تاكاهاشي (باليابانية: 高橋由伸؛ بالكانا: たかはし よしのぶ) هو لاعب كرة قاعدة ياباني، ولد في 3 أبريل 1975 في Chūō-ku, Chiba ‏ في اليابان.

## وصلات خارجية
- يوشينوبو تاكاهاشي على موقع الدوري الياباني لكرة القاعدة (الإنجليزية)
- يوشينوبو تاكاهاشي على موقعبيزبول رفرنس.كوم (الدوري الثانوي) (الإنجليزية)
- يوشينوبو تاكاهاشي على موقع أوليمبيديا (الإنجليزية)